# 月野きいろ
月野 きいろ（つきの きいろ）は、日本の女性声優。主にアダルトゲームの登場人物を演じている。

## 人物
子どものころから、保護者が心配するほど『それいけ!アンパンマン』のドキンちゃんといったかわいらしい女の子を好んでおり、成長した後も家庭用ゲーム機向けに移植された美少女ゲームをたくさん遊んでいた。
また、アニメやゲームのキャラクターの真似をするのも好きで、進路について考えることになった際に声優になろうと思い立ち、そこから勉強を重ねていった。学生時代に演劇部や放送部に所属した経験はなかったものの、オタク友達は多く、ごっこ遊びをしていたという。
その後、2013年に発売されたCOSMIC CUTEの『LOVESICK PUPPIES』でデビューし、しばらくの間はモブキャラクターの役が続いた。うち『レミニセンス』では複数の役を演じたほか、 『Berry's』では初めてのBGVということで赤ちゃんの役を演じた。
2014年発売の『ひとなつの』で初めて主要人物の役を担当し、同年の『乙女が奏でる恋のアリア』では主人公である女装少年（男の娘）・塚原いずみ役に選ばれた。女装主人公は台詞の数が多いことから、この作品を通じて月野の声と名前を覚えたユーザーも多く、『アリア』は月野の声優キャリアの最初の転機となった。
2番手以降のヒロインを演じることが多かったが、2017年発売の『夜巡る、ボクらの迷子教室』で初のセンターヒロインを務めた。また同年に『お家に帰るまでがましまろです』で演じた「ロリママ」ヒロインの人気が発売後に爆発し、結果的にこれが「バブみ」「包容力」ヒロイン声優への第一歩となり、月野の第二の転機となった。この年は出演作品が増え、月野にとって「飛躍の年」になったという。
自らもアダルトゲームをプレイしている。2020年に通販サイトの操作を誤って50本ものゲームを購入してしまったことを切っ掛けに、アダルトゲームのレビュー連載『月野きいろのきいぼーど』を始めた。

## 出演
太字は主役・メインキャラクター。 

### 配信アニメ
- 指先から本気の熱情-幼なじみは消防士-（2019年、篠田彩子[7]） - 完全版
- エタニティ 〜深夜の濡恋ちゃんねる♡〜（2020年、朝倉紀代美[8]） - デラックス♡版

### OVA
- 神待ちサナちゃん THE ANIMATION（2019年、高尾紗波[9]）

### ゲーム
2013年
- LOVESICK PUPPIES -僕らは恋するために生まれてきた-
- レミニセンス
- Berry's（赤ちゃん）
- 辻堂さんのバージンロード
- Electro Arms -Realize Digital Dimension-
- 戦国†恋姫〜乙女絢爛☆戦国絵巻〜（馬場春日信房）

2014年
- ひとなつの（有栖川巴梨）
- Clover Day's
- 銃騎士Cutie☆Bullet
- 放課後の不適格者（三枝理香）
- Golden Marriage（オリヴィア・フィッシャー）
- PRIMAL×HEARTS
- 乙女が奏でる恋のアリア（塚原いずみ／和泉司）

2015年
- あま恋シロップス 〜恥じらう恋心でシたくなる甘神様の恋祭り〜
- シルヴァリオ ヴェンデッタ（ティナ・クジョウ、ティセ・クジョウ）
- ミライカノジョ（瀬名乃々華）
- 乙女が奏でる恋のアリア 君に捧げるアンコール（塚原いずみ／和泉司）
- 幻のディストピア（小坂夜）
- エッチでヘンタイ! ヤキモチお嬢様!!（夏神響）
- 姫様LOVEライフ!（荒木）
- PRIMAL×HEARTS2（綿貫杏那）
- 恋する気持ちのかさねかた（福島先生）
- 嫁探しが捗りすぎてヤバい。

2016年
- 乙女が彩る恋のエッセンス（塚原いずみ）
- 戦国†恋姫X 〜乙女絢爛☆戦国絵巻〜（馬場春日信房）
- 恋と恋するユートピア（瑞江美佳、女子A、保健医）
- 恋する気持ちのかさねかた 〜かさねた想いをずっと〜（福島先生）
- オトメ*ドメイン（中条詩子、バスケ部部長、美術部女子）
- 千の刃濤、桃花染の皇姫
- よめがみ My Sweet Goddess!（リコ）

2017年
- シルヴァリオ トリニティ（ティナ・クジョウ、ティセ・クジョウ）
- セルフレ（谷恵）
- 想いを捧げる乙女のメロディー（園谷千夏）
- 天結いキャッスルマイスター（嵐燐結騎）
  - グアラクーナ城砦拡張パック（嵐燐結騎）

- お家に帰るまでがましまろです（朝霞汐）
- アオイロノート（綾部唯子）
- みなとカーニバルFD
- 彼女は天使で妹で（相羽一海）
- ウブな処女のエッチなお願い（氷上あやめ）
- LoveKami -Trouble Goddess-（功刀舞香）
- Making*Lovers（鳴瀬咲）
- 想いを捧げる乙女のメロディー 〜あふれる想いを調べにのせて〜（園谷千夏、塚原いずみ）
- 夜巡る、ボクらの迷子教室（小清水はやて）

2018年
- 虚空のバロック（伊里谷加護）
- Making*Lovers 激イチャアフターストーリー Vol.01 亜子、可憐、咲（鳴瀬咲）
- 約束の夏、まほろばの夢（雨夜泉実）
- 神待ちサナちゃん（高尾紗波）
- 出会って5分は俺のもの! 時間停止と不可避な運命（柊白亜）
- 封緘のグラセスタ（歪魔ルイズ・プロア、リュシー・デリダ）
- 乙女が結ぶ月夜の煌めき 早期購入特典 乙女シリーズ女装主人公ミニゲーム New Stage（塚原いずみ）
- 宿星のガールフレンド2

2019年
- SPIRAL!!（リード）
- さくらいろ、舞うころに（日野雪）
- 将軍様はお年頃ふぁんでぃすく -御三家だヨ！ 全員集合-（徳河光圀）
- Missing-X-Link 〜天のゆりかご、伽の花〜（姫風露）
- 千の刃濤、桃花染の皇姫 -花あかり-
- シャイニー・シスターズ 〜女装主人公アイドルプロジェクト〜（塚原いずみ、園谷千夏）

2020年
- HaremKingdom -ハーレムキングダム-（ソフィーヤ）
- フルキスS（新條悠）
- シルヴァリオ ラグナロク（ミサキ・クジョウ、他）
- Secret Agent 〜騎士学園の忍びなるもの〜（カノン・メイフィールド）
  - 抱き枕カバー特典ミニゲーム「カノンミニafterADV」（カノン・メイフィールド）

- HaremじゃないよKingdom 光&ソフィーヤ&キキ編（ソフィーヤ）
- アインシュタインより愛を込めて（有村ロミ）
- 響野さん家はエロゲ屋さん!（響野ゆかり）
- 保育士の秘蜜〜優しい顔と夜の顔〜（佐伯護、鳴海日向）
- 保健室のセンセーとシャボン玉中毒の助手
- HaremじゃないよKingdom シャルローネ&マルー編（ソフィーヤ)
- 終ノ空 remake（深堀由香）

2021年
- ガラス姫と鏡の従者（ベルナデッド・ヘンリエッタ・アイゼルストン）
- 我が姫君に栄冠を
- ゆびさきコネクション（桜坂悠月）
- 幼馴染のいる暮らし（桜沢 舞雪）
- Secret Agent影華 〜shadow flower〜（カノン・メイフィールド）
- ハジラブ -Making*Lovers-（篠原小唄）
- 竜姫ぐーたらいふ2（イリス）
- 幽世ノ災厄ト現世ノ戦姫 〜きりえ篇〜（橘きりえ）
- ふゆから、くるる。（空丘夕陽）
- 俺の恋天使がポンコツすぎてコワ〜い。（佐久真詩）
- アインシュタインより愛を込めてAPOLLOCRISIS (有村ロミ)
- 天結いラビリンスマイスター (ポポルン・ロッツ)
- 幽世ノ災厄ト現世ノ戦姫〜きりえ編〜（橘きりえ）
- 星の乙女と六華の姉妹（梔子ネリネ）
- ウチはもう、延期できない。（響野ゆかり）
- 花鐘カナデ＊グラム Chapter:1 小桜結 （星泉コトナ）

2022年
- ゆびさきコネクション ミニファンディスク Vol.01 悠月&美琴編（桜坂 悠月）
- ハジラブ -Making*Lovers- ミニファンディスク Vol.02 小唄＆初穂編（篠原 小唄）
- ネコと女子寮せよ!（橘 晴華）
- AMBITIOUS MISSION（本郷 虹夢）
- 花鐘カナデ＊グラム Chapter:2 花ノ香澄玲 （星泉コトナ）
- 華は短し、踊れよ乙女（衝羽根 しのぶ）
- ツヴァイトリガー（秋月 かなめ）
- 竜姫ぐーたらいふ3（イリス）

2023年
- 恋にはあまえが必要です（唐朽 氷華）
- AMBITIOUS MISSION アフターエピソード2（本郷 虹夢）
- 戦国†恋姫EX参～毛利家の絆編～（馬場 春日 信房）
- 乙女の剣と秘めごとコンチェルト（宮守 睦月）
- 恋し彩る正義爛漫（武部 ひかり）
- 彼方の人魚姫（内海 日輪）
- 八剱伝（太騨 熊鷹 資総）

2024年
- はじめるセカイの理想論 -goodbye world index-（ヘルミリア＝ヴァン＝ノクスローゼ）
- 恋にはあまえが必要です ～もっとあまえるだけミニファンディスク（唐朽 氷華）
- 恋にはあまえが必要です ～もっとあまえてもらうだけミニファンディスク（唐朽 氷華）
- 花鐘カナデ＊グラム Chapter:3 星泉コトナ（星泉 コトナ）
- 旭光のマリアージュ（アルフィーネ・ミディール）
- D.C.5 Plus Happiness ～ダ・カーポ5～プラスハピネス（八坂 可子）
- あの日の君を振り向かせて。（七海 さなえ）
- ムーン・ゴースト（セフィラ・ビナー）

2025年
- D.C.5 Sweet Happiness ～ダ・カーポ5～スイートハピネス（八坂 可子）
- バカップル・サプリメント（フレデリカ・アールクヴィスト）
- 宿りし乙女の誓いと魔法（秦皮 真帆）

### 同人ゲーム
- ダンジョンタウンEX 夜魔と淫魔の生誕祭（2018年、エネルフィ[72]）
- 死神娼館（2020年、鍛冶姫アンジュ[73]）
- 神・妖魔大戦オヒイサマナー（2020年）[74]
- 死神教団（2021年、コルローネ[75][76]）

### コンシューマーゲーム
- Clover Day's（2017年）
- Making*Lovers（2019年、鳴瀬咲[77]）
- フルキスS（2021年、新條悠）
- ふゆから、くるる。（2023年、空丘 夕陽）
- AMBITIOUS MISSION（2024年、本郷 虹夢）
- 旭光のマリアージュ episode LIA（2024年、アルフィーネ・ミディール）
- 幼馴染のいる暮らし（2024年、桜沢 舞雪）

### アプリ
- X-Overd〜羅針盤の輝き〜(2016年、ウィンリィ)
- アイドルうぉーずZ 〜100人のディーバと夢見がちな僕〜（2016年、小桜いのり）
- TOKYO EXE GIRLS（2016年、田端綺音、業平橋そら、他）
- ギャングオブヘブン（2017年、Ms.クイーン）
- 万物乙女☆ダンジョンズ（2017年、エール-47、タンゴ）
- キルドヤ（2017年、ASAP）
- 戦国ランブレイド（2017年、真田幸村、前田まつ、宇喜多直家）
- 星のガールズオデッセイ（2017年、アルマク、アルギエバ）
- 真 姫狩りインペリアルマイスター（2018年、淫欲姫アシュモア）
- 魔王の始め方オンライン（2018年、ジン[78]）
- 電脳天使ジブリール（2020年、フェリス[79]）
- 超昂大戦 エスカレーションヒロインズ（2020年、七の賢腕シャムエル[80]）
- アナザーヒロイン〜ヒロインデイズ〜（2020年、一ノ瀬成美[81]）
- ミナシゴノシゴト（2021年、ヒーコ・ゴッドバース[82]）
- 星彩のアステルマキナ（開発中止、クラズ[83]、ネカル[84]）
- 戦国†恋姫オンライン〜奥宴新史〜（2021年）
- ふるーつふるきゅーと!（2021年、ガラナ[85]）
- 神殺しのアリア（2021年、奈須原みなみ）
- おさわり勇者さま（2021年、アヤメ）

### オーディオドラマ
- 妹❤ロジック（2013年）
- 初恋トリビュート（2013年、女生徒A[86]）
- 想いを捧げる乙女のメロディー 千夏と添い寝ボイスドラマ（2017年、園谷千夏[87]）
- ダキカノ 3rdシーズン Vol.4（2019年、名塚里咲[88]）
- 第6回輝け! オールスターゲーム声優大集合スペシャル 〜イクZE☆世界イク上2019で「イクーーーーーーーー!!」（2019年、特典CD2「歓ばせ組 おもてなシスターズ 床ジョーズ」おまけトーク）
- ダキカノアフター（2020年、名塚里咲[89]）
- 催眠彼女Holic「甘やかし系女子とバブみ催眠 〜お姉ちゃんが催眠してあげる♪〜」（2020年、お姉さん[90]）

#### 同人作品
- 弟大好きなおねえちゃんのこたつであまあま耳かき♪（2019年、天音[91]）
- ちょいゆるマイペースないもうとのほろあま耳かき♪（2019年、鈴音[92]）
- 貴方を慕う年下メイドの献身ご奉仕耳かき♪（2019年、音羽[93]）
- メイドさんといっしょ♪ 〜貴方を慕う年下メイドとの癒しのひととき〜（2019年、音羽[94]）
- 幼馴染みとボクっ娘クラスメイト 〜恋と嫉妬と誘惑と〜（2020年、弥生[95]）
- スペース耳かきASMARIX 〜耳かき小町のプレアさん〜（2020年、アレアデス星人のプレアちゃん[96]）
- ちょっぴりウブなボクっ娘幼なじみのほろあま耳かき♪（2021年、朱音[97]）

### インターネットラジオ
- あるらじ! そよぎと六花のRadio de ALcot!（2016年、第71・77回ゲスト）
- ある生!（2017年、第22回ゲスト）
- 電脳妄想開発室（2017年 - 2020年、第408・458・473・521・555・559・596・612回ゲストパーソナリティ）
- Happy light Cafe（2017-2018年、第28・51回ゲスト）
- Diginationニコ生（2019年、第18回ゲスト）
- くすはらゆい&橘まおのMissingラジオ事件簿（2019年、第1回ゲスト）
- シルヴァリオ ラグナロク宣伝ラジオ（2020年、第1回ゲスト）[98]
- ラジオ VOICE ACTRESS CONCERTO!（2020年、第35回ゲスト[99]）

#### ラジオCD
- ラジオCD「ほめられてのびるらじおZ」 Vol.24（2016年、録りおろし番組ゲスト）
- あるらじ! そよぎと六花のRadio de ALcot! de CD
  - vol.06（2016年、アーカイブ：第71回）
  - vol.07（2018年、アーカイブ：第77回）
- ラジオCD「くすはらゆい&橘まおのMissingラジオ事件簿」（2019年、第1回ゲスト）
- ラジオ VOICE ACTRESS CONCERTO! Vol.4（2021年、第35回ゲスト）

### パチンコ
- CR戦国†恋姫（2016年、馬場春日信房）

### 執筆
- アダルトゲームレビュー「月野きいろのきいぼーど」（2020年 -、Ci-en）

## ディスコグラフィ

### アルバム
| 発売日  | タイトル                                     | 楽曲                  | タイアップ                                          |
| 2022年  | 2022年                                       | 2022年                | 2022年                                              |
| ------- | -------------------------------------------- | --------------------- | --------------------------------------------------- |
| 3月25日 | SMEE Vocal Cover Collection Vol.1 月野きいろ | 「Girls' Carnival」   | PCゲーム『Making*Lovers』主題歌                     |
| 3月25日 | SMEE Vocal Cover Collection Vol.1 月野きいろ | 「Indigo Star」       | PCゲーム『Making*Lovers』主題歌                     |
| 3月25日 | SMEE Vocal Cover Collection Vol.1 月野きいろ | 「ultimate breaKING」 | PCゲーム『HaremKingdom -ハーレムキングダム-』主題歌 |
| 3月25日 | SMEE Vocal Cover Collection Vol.1 月野きいろ | 「暁のLeaf Boat」     | PCゲーム『HaremKingdom -ハーレムキングダム-』主題歌 |
| 3月25日 | SMEE Vocal Cover Collection Vol.1 月野きいろ | 「One Two Trap!!」    | PCゲーム『ハジラブ -Making*Lovers-』主題歌          |

### キャラクターソング
※太字は月野きいろの役名。
| 発売日   | タイトル                                                                        | 名義                                                                                                   | 楽曲                          | タイアップ                                         |
| 2016年   | 2016年                                                                          | 2016年                                                                                                 | 2016年                        | 2016年                                             |
| -------- | ------------------------------------------------------------------------------- | --- | ----------------------------- | -------------------------------------------------- |
| 11月25日 | 「よめがみ My Sweet Goddess!」オフィシャル通販特典マキシシングル                | リコ                                                                                                   | 「Re:born リコver.」          | PCゲーム『よめがみ My Sweet Goddess!』主題歌       |
| 2019年   |                                                                                 | |                               |                                                    |
| 3月29日  | 「将軍様はお年頃ふぁんでぃすく -御三家だヨ！全員集合-」同梱特典サウンドトラック | 徳河光國                                                                                               | 「純情可憐な恋の華 光圀ver.」 | PCゲーム『将軍様はお年頃』主題歌                   |
| 12月20日 | 「シャイニー・シスターズ」豪華版特典                                            | シャイニー・シスターズ                                                                                 | 「Shinin' Stars!!」           | PCゲーム『シャイニー・シスターズ』主題歌           |
| 2020年   |                                                                                 | |                               |                                                    |
| 3月27日  | 10th anniversary ensemble OP festival                                           | シャイニー・シスターズ                                                                                 | 「Shinin' Stars!!」           | PCゲーム『シャイニー・シスターズ』主題歌           |
| 12月28日 | ALcot characterSong coLLection                                                  | リコ                                                                                                   | 「Re:born リコver.」          | PCゲーム『よめがみ My Sweet Goddess!』主題歌       |
| 12月28日 | ALcot characterSong coLLection                                                  | 徳河光國                                                                                               | 「純情可憐な恋の華 光圀ver.」 | PCゲーム『将軍様はお年頃』主題歌                   |
| 2022年   |                                                                                 | |                               |                                                    |
| 12月23日 | ensemble Vocal collection 2020-2022                                             | 山吹兎美（風音）、茉莉花華恋（春乃いろは）、山吹ありす（月白まひる）、梔子ネリネ、九重純玲（北見六花） | 「my dearest」                | PCゲーム『星の乙女と六華の姉妹』エンディングテーマ |